# Chronologia Vincenta van Gogha

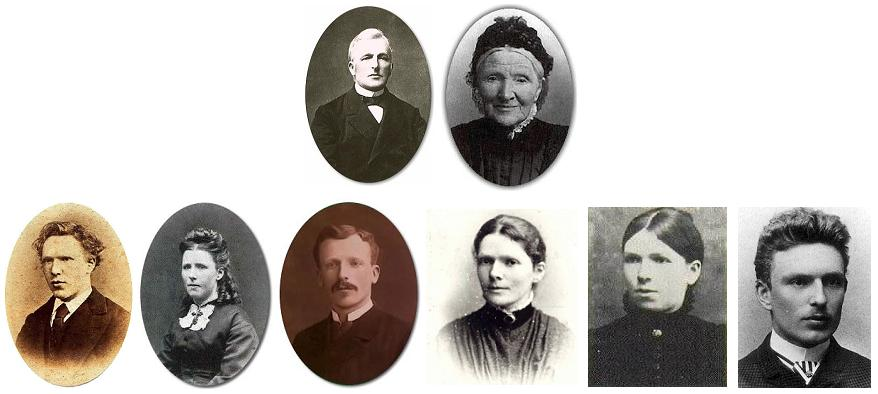
Rodzina Vincenta van Gogha: od góry od lewej: ojciec Theodorus Van Gogh, matka Anna Cornelia Van Gogh (z domu Carbentus); u dołu od lewej: Vincent Willem, siostra Anna Cornelia, brat Theo, siostra Elisabeth Huberta, siostra Willemina Jacoba, brat Cornelius.

Vincent van Gogh urodził się jako pierworodne dziecko  Theodorusa i Anny Cornelii van Goghów. Miał pięcioro rodzeństwa: dwóch braci i trzy siostry. Nie był żonaty. Zmarł najprawdopodobniej śmiercią samobójczą.

## Rodzice

### 1819
- 10 września – urodziła się matka Vincenta van Gogha, Anna Cornelia Carbentus[1]

### 1822
- 2 lutego – urodził się ojciec Vincenta van Gogha, Theodorus van Gogh[2]

### 1851
- Theodorus van Gogh i Anna Cornelia Carbentus pobrali się[1]

## Lata 50.

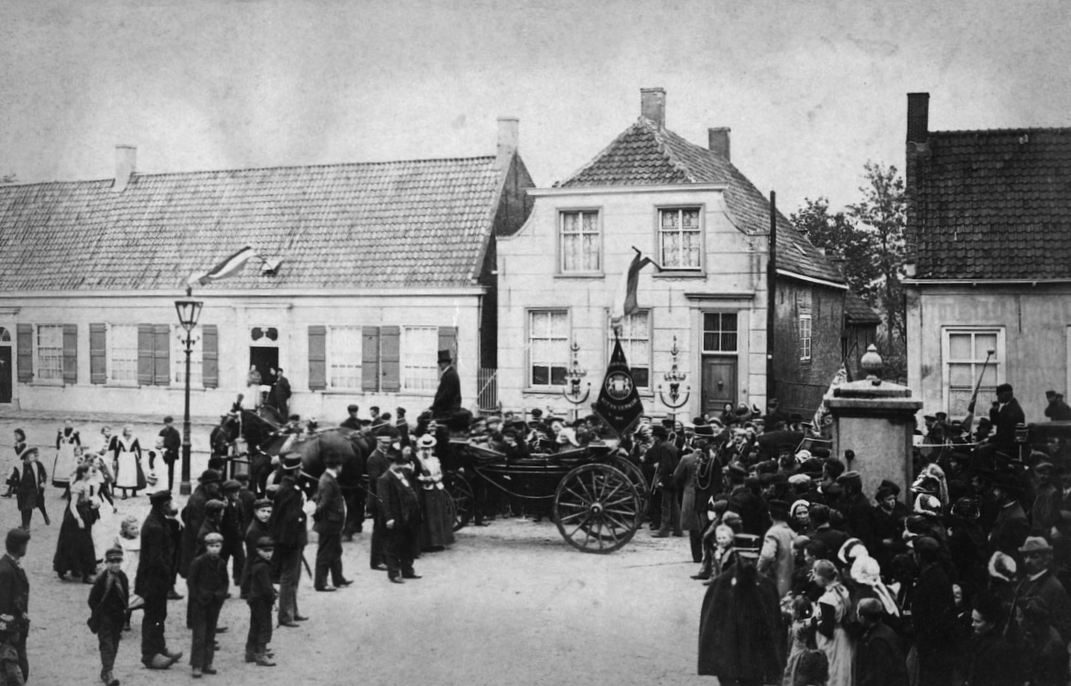
Dom, w którym urodził się Vincent van Gogh

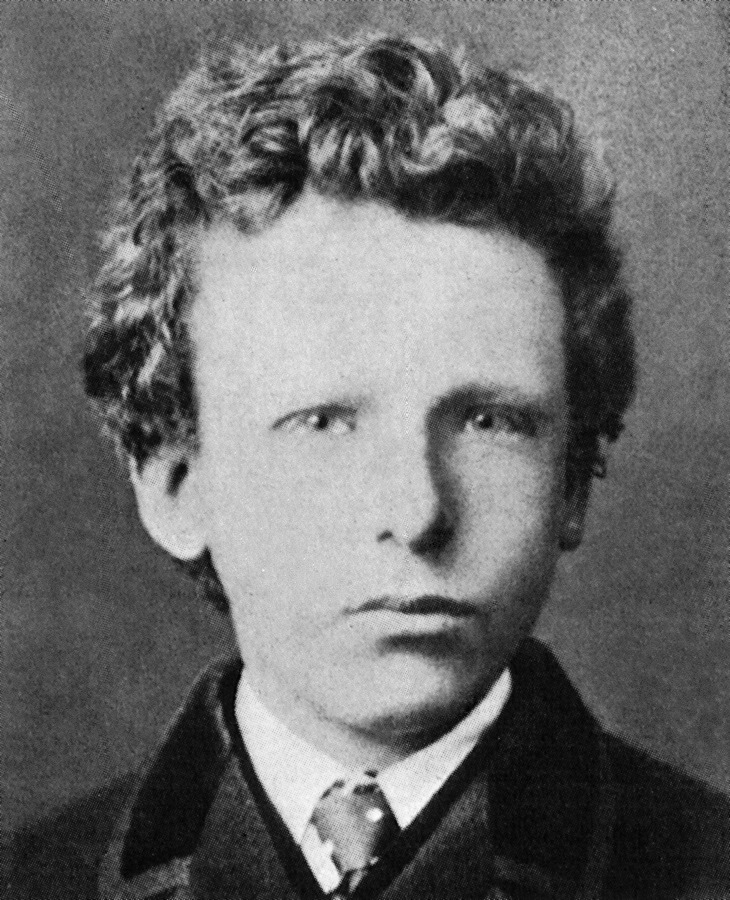
Vincent van Gogh w 1866

### 1853
- 30 marca – w małej wiosce Groot-Zundert[a] urodził się Vincent van Gogh, syn Theodorusa i Anny Cornelii Van Goghów. Trzej bracia jego ojca byli marszandami[3]

### 1855
- 17 lutego – urodziła się siostra Anna Cornelia[4]

### 1857
- 1 maja – urodził się brat Theo[5]

### 1859
- 16 maja – urodziła się siostra Elisabeth Huberta[6]

## Lata 60.

### 1861
- styczeń – Vincent van Gogh rozpoczął naukę w szkole podstawowej w Groot-Zundert (zakończył ją we wrześniu 1864)[7]

### 1862
- 16 marca – urodziła się siostra Willemina Jacoba[8]

### 1864
Vincent van Gogh rozpoczął naukę w szkole w Zevenbergen, gdzie uczył się niemieckiego, angielskiego i francuskiego

### 1866
- wrzesień – Vincent van Gogh rozpoczął naukę w szkole państwowej im. króla Wilhelma II w Tilburgu (zakończył ją w marcu 1868)[7]

### 1867
- 17 maja – urodził się brat Cornelius[10]

### 1868
Vincent van Gogh powrócił do Groot-Zundert, gdzie przebywał do lipca 1969

### 1869
- 1 sierpnia – Vincent van Gogh rozpoczął praktykę w firmie marszandzkiej Goupil & Cie z Paryża; jej filię w Hadze założył wuj Vincenta, Vincent (”Cent”) van Gogh[11]

## Lata 70.

### 1871
- koniec stycznia – Theodorus van Gogh przeniósł się wraz z rodziną do Helvoirt, gdzie rozpoczął posługę w miejscowej parafii[11]

### 1872
- Vincent van Gogh spędził wakacje z rodzicami w Helvoirt[11]. Vincent i Theo van Goghowie rozpoczęli korespondencję, która miała trwać do końca życia Vincenta[9]

### 1873
- maj – Vincent van Gogh został przeniesiony do londyńskiej filii Goupil & Cie. W drodze do Londynu najpierw odwiedził rodziców, po czym spędził kilka dni w Paryżu, gdzie zwiedzał Luwr[11]
- czerwiec – Vincent van Gogh przybył do Londynu zatrzymując się w pensjonacie Ursuli Loyer. Rozpoczął pracę w Goupil & Cie, trwającą do października 1974[11]. Przez wiele lat uważano, że był zakochany w jej córce Eugenii. Jest jednak bardziej prawdopodobne, iż w rzeczywistości był zakochany w zaprzyjaźnionej z rodziną van Goghów Caroline Haanebeek; jego uczucie nie zostało jednak odwzajemnione[9]

### 1874
- Vincent van Gogh nie wykazywał zbyt wielkiego zainteresowania pracą w londyńskiej filii Goupil & Cie. Przeniósł się do jej siedziby w Paryżu, a pod koniec roku znów powrócił do Londynu[9]

### 1875
- maj – Vincent van Gogh przeniósł się na stałe do siedziby Goupil & Cie w Paryżu. Zwiedzał muzea i galerie, poświęcił się studiom biblijnym[12]
- październik – Theodorus van Gogh został przeniesiony do parafii w Etten[12]

### 1876
- Goupil & Cie została przejęta przez Boussod & Valadon. Vincent van Gogh nie był zainteresowany pracą w nowej firmie. W kwietniu wyjechał do Anglii, gdzie otrzymał posadę nauczyciela w Ramsgate[12]
- lipiec – Vincent van Gogh został nauczycielem i kaznodzieją w Isleworth koło Londynu[3]. Podczas gdy jego zapał religijny wzrastał, stan fizyczny i psychiczny pogarszał się[9].
- grudzień – powrócił do Holandii spędzając święta Bożego Narodzenia w Etten z rodzicami, którzy, zaniepokoiwszy się jego stanem fizycznym i psychicznym, przekonali go, by nie wracał do Londynu[12]

### 1877
- styczeń – Vincent van Gogh dostał pracę w księgarni w Dortrechcie. Spędzał wiele czasu rysując, poza tym tłumaczył Biblię na francuski, niemiecki i angielski[3]
- maj – wyjechał do Amsterdamu, żeby rozpocząć studia teologiczne[3]

### 1878
- lipiec – Vincent van Gogh powrócił do Etten. W towarzystwie ojca i wielebnego Jonesa z lsleworth wyjechał do Brukseli na 3-miesięczny kurs dla świeckich kaznodziejów[13]
- sierpień – rozpoczął kurs ewangelizacyjny w Laeken koło Brukseli[b], kontynuując jednocześnie rysowanie. Kiedy zdawał egzamin końcowy stwierdzono, że nie nadaje się do pracy w charakterze kaznodziei. Powrócił do Etten[14]
- grudzień – wyjechał do górniczego rejonu Borinage na południu Belgii[3]. Czytał tam Biblię dla górników żyjąc podobnie jak i oni w ubóstwie[9]

### 1879
- Vincent van Gogh kontynuował pracę w Borinage. Poświęcił się dla górników pomagając im. Nie wzbudziło to entuzjazmu jego zwierzchników, którzy uważali jego zachowania za zbyt ekstremalne. Został zwolniony i wpadł z tego powodu w depresję. Przeniósł się do Cuesmes, gdzie wykonywał podobną pracę. Jego zapał religijny z czasem osłabł, pojawiło się za to zainteresowanie malarstwem[9]

### 1880
Punkt zwrotny w życiu Vincenta van Gogha: zaprzestał on działalności kaznodziejskiej i postanowił poświęcić się całkowicie malarstwu. Tematem jego pierwszych prac stali się górnicy i ich życie
- lipiec – Theo, pracujący wówczas w centrali Goupil & Cie w Paryżu, zaczął wspomagać finansowo brata, co będzie czynił do końca życia[15]
- sierpień–wrzesień – Vincent van Gogh postanowił zostać artystą; czas swój poświęcał na rysowanie scen z życia górników. Theo wspierał go wysyłając mu reprodukcje obrazów Milleta, które Vincent kopiował[15]
- październik – Vincent van Gogh podjął studia na wydziale anatomii i perspektywy na Akademii w Brukseli, a w listopadzie spotkał holenderskiego malarza Anthona van Rapparda, z którym się zaprzyjaźnił[15]

## Lata 80.

### 1881
- kwiecień – Vincent van Gogh odwiedził w Etten Theo. Dyskutował z nim na temat swojej przyszłości artystycznej[15]
- lato – poznał owdowiałą kuzynkę Cornelię Adrianę Vos-Stricker i zakochał się w niej, jego uczucia zostały jednak odrzucone. Kuzynka wróciła do Amsterdamu, a Vincent van Gogh wyjechał do Hagi, gdzie odwiedził malarza Antona Mauve, który nauczył go podstaw malarstwa akwarelowego[15]
- jesień – Vincent van Gogh udał się do Amsterdamu, aby oświadczyć się Cornelii Adrianie Vos-Stricker, ale został odrzucony[15]
- listopad–grudzień – przebywał u Mauve malując obrazy. W czasie świąt Bożego Narodzenia pokłócił się z ojcem[15]

### 1882
- styczeń – Vincent van Gogh przyjechał do Hagi i zamieszkał w sąsiedztwie Mauve, jednak wkrótce doszło między nimi do nieporozumień na tle artystycznym[15]. W tym samym okresie spotkał prostytutkę Clasinę Marię Hoornik (znaną jako Sien) proponując jej zamieszkanie razem. Sion miała pięcioletnią córkę i była w ciąży. Vincent zapadł na rzeżączkę i musiał być hospitalizowany. Spędzał dużo czasu malując. Sion i jej nowo narodzone dziecko służyli mu jako modele[9]
- lato – wznowił kontakty z Mauve. Zainteresował się bliżej malarstwem olejnym studiując zagadnienia koloru. Rozwijał swój warsztat będąc pod wpływem Mauve, Delacroix i Milleta, a także Israëlsa, Monicellego i de Chavannes’a. Theodorus van Gogh przeniósł się z rodziną do Nuenen[16]
- jesień – Vincent van Gogh przebywał w Hadze rysując i malując pejzaże. Zimą rozpoczął rysowanie i malowanie portretów zwykłych ludzi[16]

### 1883
- jesień – Vincent van Gogh po listownej wymianie poglądów z Theo doszedł do wniosku, że życie artysty jest nie do pogodzenia z życiem rodzinnym i zerwał ze Sien poświęcając się całkowicie malarstwu. Wyjechał do Drenthe na północy Holandii, gdzie malował pejzaże[17].
- grudzień – przyjechał do rodziców do Nuenen, gdzie mieszkał do listopada 1885. Jego dorobek z tego okresu to blisko 200 obrazów oraz liczne rysunki i akwarele[18]

### 1884
- styczeń – Vincent van Gogh opiekował się matką, która złamała nogę[18]
- maj – wynajął 2 pokoje u katolickiego zakrystiana i urządził w nich pracownię[18]
- sierpień – zawarł znajomość z córką sąsiadów, Margot Begemann. Oboje zakochali się w sobie, jednak ich rodziny nie wyraziły jednak zgody na małżeństwo. Margot próbowała popełnić samobójstwo. Vincent van Gogh wpadł z tego powodu w depresję, ale kontynuował malowanie[18]
- sierpień–wrzesień – namalował 6 dekoracyjnych obrazów dla Charlesa Hermansa, jubilera z Eindhoven[18]
- październik–listopad – zaprzyjaźnił się z garbarzem i miłośnikiem sztuki Antonem Kerssemakersem, z którym odbywał długie spacery i zwiedzał muzea[18]
- grudzień – malował pejzaże oraz portretował chłopów i tkaczy z Nuenen[18]

### 1885
- 26 marca – zmarł ojciec artysty. Vincent van Gogh kontynuował malowanie obrazów. Po raz pierwszy niektóre jego prace wzbudziły zainteresowanie w Paryżu[18]
- wiosna – namalował swe pierwsze, uważane przez wielu za wielkie, dzieło Jedzący kartofle. Zaczął interesować się japońskimi drzeworytami[9]
- wrzesień – katolicki ksiądz z Nuenen zabronił mieszkańcom pozowania Vincentowi po tym, jak zaczęto obwiniać go o ciążę jednej z modelek. Artysta w tym okresie rysował głównie martwe natury[17]
- październik – wspólnie z Kerssemakersem pojechał do Amsterdamu, gdzie w Rijksmuseum podziwiał obrazy Rembrandta i Halsa[17]
- listopad – studiował teorię koloru oraz pisma braci Edmonda i Jules’a Goncourt. Pod koniec miesiąca wyjechał do Antwerpii, gdzie do lutego 1886 wynajmował studio malarskie. W miejscowych muzeach podziwiał obrazy Rubensa. Namalował kilka obrazów, zaczął skupować japońskie drzeworyty[17]

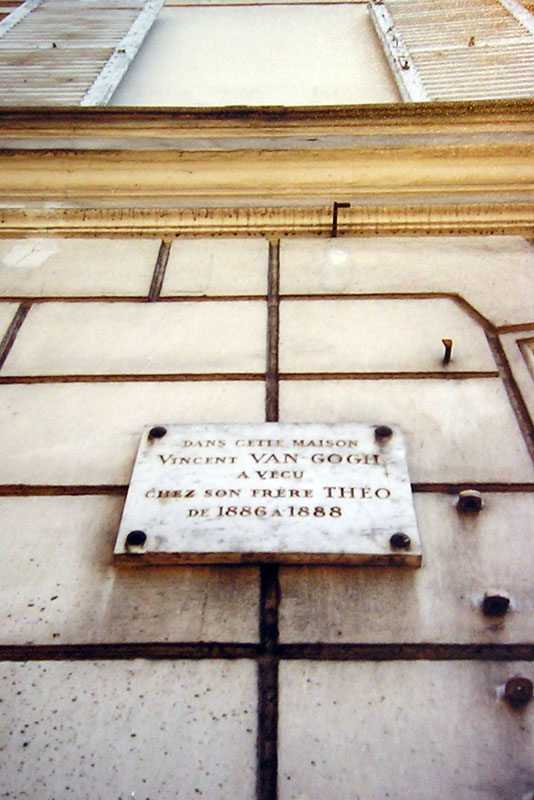
Dom przy rue Lepic 54 w Paryżu, w którym Theo i Vincent van Goghowie mieszkali razem w latach 1886–1888

### 1886
- styczeń – Vincent van Gogh rozpoczął studia na antwerpskiej Akademii Sztuk Pięknych, ale po kilku miesiącach przerwał je[19]
- marzec – przeniósł się do Paryża i zamieszkał z bratem Theo, który w tym czasie pracował dla spółki Boussod & Valadon (byłej Goupil & Cie), zarządzającej galerią na Montmartre.
- kwiecień–maj – uczęszczał do Akademii Cormona, w której poznał młodych artystów: Russella, Toulouse-Lautreca i Bernarda. Theo z kolei zapoznał Vincenta z pracami impresjonistów: Moneta, Renoira, Sisleya, Pissarra, Degasa, Signaca i Seurata. Ich prace wywarły wielki wpływ na twórczość Vincenta, zwłaszcza w zakresie koloru[20]
- maj – matka z siostrą Willeminą przeprowadziły się z Nuenen do Bredy. Około 70 obrazów pozostawionych przez Vincenta van Gogha kupił handlarz starzyzną[20]
- czerwiec – Theo i Vincent przeprowadzili się na rue Lepic 54 na Montmartre, gdzie Vincent założył pracownię. Zaczął odwiedzać sklep Juliena „Ojca” Tanguy, który zapoznał go z innymi artystami[20]
- grudzień – zaprzyjaźnił się z Gauguinem[20]

### 1887
- wiosna – „Ojciec” Tanguy wziął w komis 2 portrety pędzla Vincenta van Gogha, który tymczasem malował w Asnières wspólnie z Bernardem. W dyskusjach z tym ostatnim oraz z Gauguinem odrzucił pogląd, że impresjonizm stanowi kulminację ewolucji malarstwa. Namalował swój słynny Autoportret przed sztalugą. Kupił kilka japońskich drzeworytów oraz namalował 3 obrazy w stylu japońskim. Wspólnie z Bernardem, Gauguinem i Toulouse-Lautrekiem wystawiał swoje obrazy w Café du Tambourin, której ściany ozdobił japońskimi drzeworytami[20]
- lato – namalował kilka obrazów w stylu puentylistycznym[21]
- listopad–grudzień – spotkał się z Seuratem. Na zaproszenie André Antoine’a wziął udział razem z Seuratem i Signakiem w wystawę zorganizowanej w sali prób nowo otwartego Théâtre Libre[21]

### 1888
- luty – Vincent van Gogh wspólnie z bratem odwiedził Seurata w jego pracowni, po czym wyjechał z Paryża do Arles. Zamieszkał początkowo w hotelu Carrel[21].
- marzec – zaczął planować założenie w Arles kolonii artystycznej, ale projektu nie mógł zrealizować z uwagi na brak pieniędzy. Przez 2 miesiące jego jedynym towarzyszem był duński malarz Christian Mourier-Petersen. Namalował szereg obrazów przedstawiających kwiaty i kwitnące drzewa. Na wieść o śmierci Mauve dodał napis „Souvenir de Mauve” na obrazie Kwitnące różowe drzewo brzoskwiniowe. Trzy z jego obrazów wystawiono w paryskim Salonie Niezależnych[21]
- kwiecień – oglądał walki byków na arenie w Arles. Kilka swoich obrazów podarował muzeum sztuki nowoczesnej w Hadze[21]
- maj – wynajął część „żółtego domu” przy Place Lamartine. Zaprzyjaźnił się z listonoszem Josephem Ginoux i jego żoną Marie. Na czas remontu „żółtego domu” zamieszkał w pokoju nad ich kawiarnią[21]. Malował pejzaże w tym słynną drugą wersję Mostu Langlois w Arles[22]
- czerwiec – wyjechał do miejscowości Saintes-Maries-de-la-Mer. Podczas pobytu namalował Łodzie rybackie na plaży. Zawarł znajomość z Paul-Eugène Millietem, podporucznikiem żuawów, któremu udzielał lekcji rysunku i który mu pozował. Poznał belgijskiego pisarza i malarza Bocha[22]
- lipiec – podczas wypraw do ruin Montmajour namalował szereg obrazów z jego motywem oraz wykonał kilka jego szkiców atramentem. 28 lipca zmarł wuj „Cent” prowadzący wcześniej haską filię Goupil & Cie[22]
- sierpień – namalował szereg portretów portretów listonosza Józefa Roulina. Rozpoczął malowanie serii słoneczników[22]
- wrzesień – namalował Nocną kawiarnię, Portret Eugène’a Bocha. Wprowadził się do „żółtego domu”[22]
- 23 października – do Arles przyjechał Gauguin i zamieszkał razem z Vincentem van Goghiem w „żółtym domu”[23]
- listopad – obaj artyści wspólnie gotowali, jedli i malowali[23]
- 23 grudnia – po gwałtownej awanturze Vincent van Gogh zerwał z Gauguinem. W ataku szału obciął sobie część ucha i podarował Rachel, znajomej prostytutce. Będąc poważnie ranny musiał być hospitalizowany. Jako powód jego zachowania wymieniono padaczkę, alkoholizm i schizofrenię. Po kilku dniach pobytu w szpitalu został zwolniony do domu[23]

### 1889
- styczeń – 7 stycznia Vincent van Gogh powrócił do domu[23]. Theo zaręczył się z Johanną Gesiną Bonger, siostrą swego przyjaciela Andriesa. Vincent van Gogh namalował dwa Autoportrety z zabandażowanym uchem, Portret doktora Félixa Reya (ten drugi jako wyraz wdzięczności dla doktora Reya za opiekę w szpitalu) oraz kilka wersji Piastunki[24]
- luty – Vincent van Gogh ponownie znalazł się w szpitalu[24]
- marzec – grupa mieszkańców Arles w petycji do burmistrza zażądała zamknięcia „żółtego domu”[24]
- kwiecień – Vincent van Gogh opuścił „żółty dom”. Przeprowadził się do 2 pokoi należących do doktora Reya. W Amsterdamie Theo ożenił się z Johanną Bonger. Stan psychiczny Vincenta van Gogha pogorszył się; doszedł on do wniosku, że dobrze zrobiłby mu czasowy pobyt w ośrodku odosobnienia[24]
- maj – 8 maja Vincent van Gogh w towarzystwie wielebnego Salles wyjechał do Saint-Rémy-de-Provence i został pacjentem szpitala psychiatrycznego Saint Paul-de-Mausole. Dostał do dyspozycji 2 pokoje opłacone przez Theo. Sprawujący nad nim opiekę dr. Peyron zezwolił mu na wychodzenie na zewnątrz i malowanie[24]. Powstały między innymi jego słynne cykle pejzaży z oliwkami i cyprysami, a także szereg prac na wzór artystów, których podziwiał (zwłaszcza Milleta i Delacroix)[9].
- czerwiec – Vincent van Gogh namalował Gwiaździstą noc[25]
- wrzesień – dwa obrazy Vincenta van Gogha: Gwiaździsta noc nad Rodanem i Irysy zostały pokazane na wystawie Salonu Niezależnych[26]
- październik – Camille Pissarro w rozmowie z Theo zasugerował, iż Vincentowi dobrze zrobiłby pobyt w Auvers-sur-Oise pod opieką doktora Paula Gacheta. Vincent van Gogh namalował między innymi cykle pejzaży z oliwkami i cyprysami jako motywem[26]
- listopad – Vincent van Gogh namalował szereg obrazów według Milleta[27]
- grudzień – wysłał trzy paczki ze swoimi obrazami do Theo. Pod koniec roku miał silny atak choroby[27]

### 1890

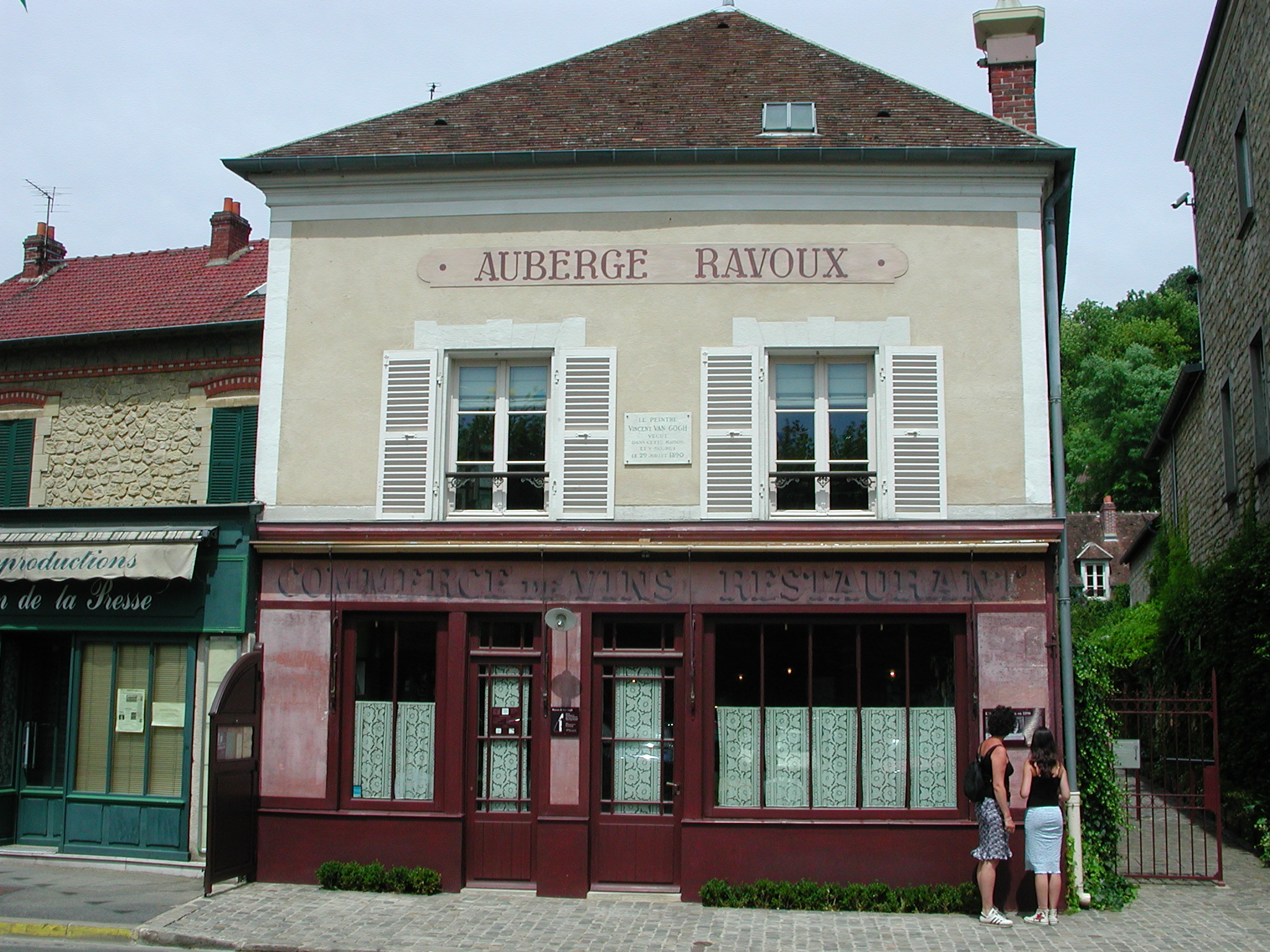
Gospoda Ravoux w Auvers-sur-Oise, gdzie Vincent van Gogh mieszkał przed śmiercią (wygląd współczesny)

- styczeń – Vincent van Gogh namalował szereg obrazów na podstawie Milleta, Daumiera i Doré. Na 18. wystawie Les XX w Brukseli pokazano 6 jego obrazów. Po raz pierwszy poza granicami Holandii opublikowano artykuł na temat jego twórczości (Albert Aurier, w Mercure de France). 31 stycznia żona Theo, Johanna urodziła syna, który otrzymał na imię Vincent Willem[27]
- luty – Vincent van Gogh namalował na cześć swojego nowo narodzonego bratanka obraz Kwitnący migdałowiec. Jego obraz Czerwona winnica wystawiony na dorocznej wystawie Les XX w Brukseli został sprzedany za cenę 400 franków malarce Annie Boch
- marzec – 10 obrazów Vincenta van Gogha pokazano na wystawie Salonu Niezależnych
- maj – Vincent van Gogh wyjechał do Paryża, aby spotkać się z Theo i jego rodziną, po czym udał się do Auvers-sur-Oise, gdzie został oddany pod opiekę doktora Paula Gacheta. Zawarł bliższą znajomość z nim oraz jego córką. Podczas pobytu w Auvers-sur-Oise namalował ponad 80 obrazów [28]
- czerwiec – Doktor Gachet w rozmowie z Theo stwierdził, że stan fizyczny i psychiczny Vincenta polepszył się. Artysta dużo czasu spędzał z bratem i jego rodziną[9]
- lipiec – Theo wpadł w tarapaty finansowe i podupadł na zdrowiu. 6 lipca Vincent odwiedził brata w Paryżu. Czując się winnym zaistniałej sytuacji załamał się. Po powrocie do Auvers w następnych tygodniach kontynuował malowanie. 23 lipca napisał ostatni list do brata[29]. 27 lipca podczas spaceru postrzelił się w pierś z pistoletu, ale o własnych siłach dotarł do domu. Wezwano lekarza i powiadomiono o zaistniałej sytuacji brata. 29 lipca rano Vincent van Gogh zmarł. Wkrótce potem odbył się jego pogrzeb. Trumnę zmarłego artysty pokryły dziesiątki słoneczników, które bardzo lubił za życia[9]

## Po śmierci

### 1891
Theo nigdy nie doszedł do siebie po śmierci brata. Podupadł na zdrowiu. Zmarł 25 stycznia w Utrechcie

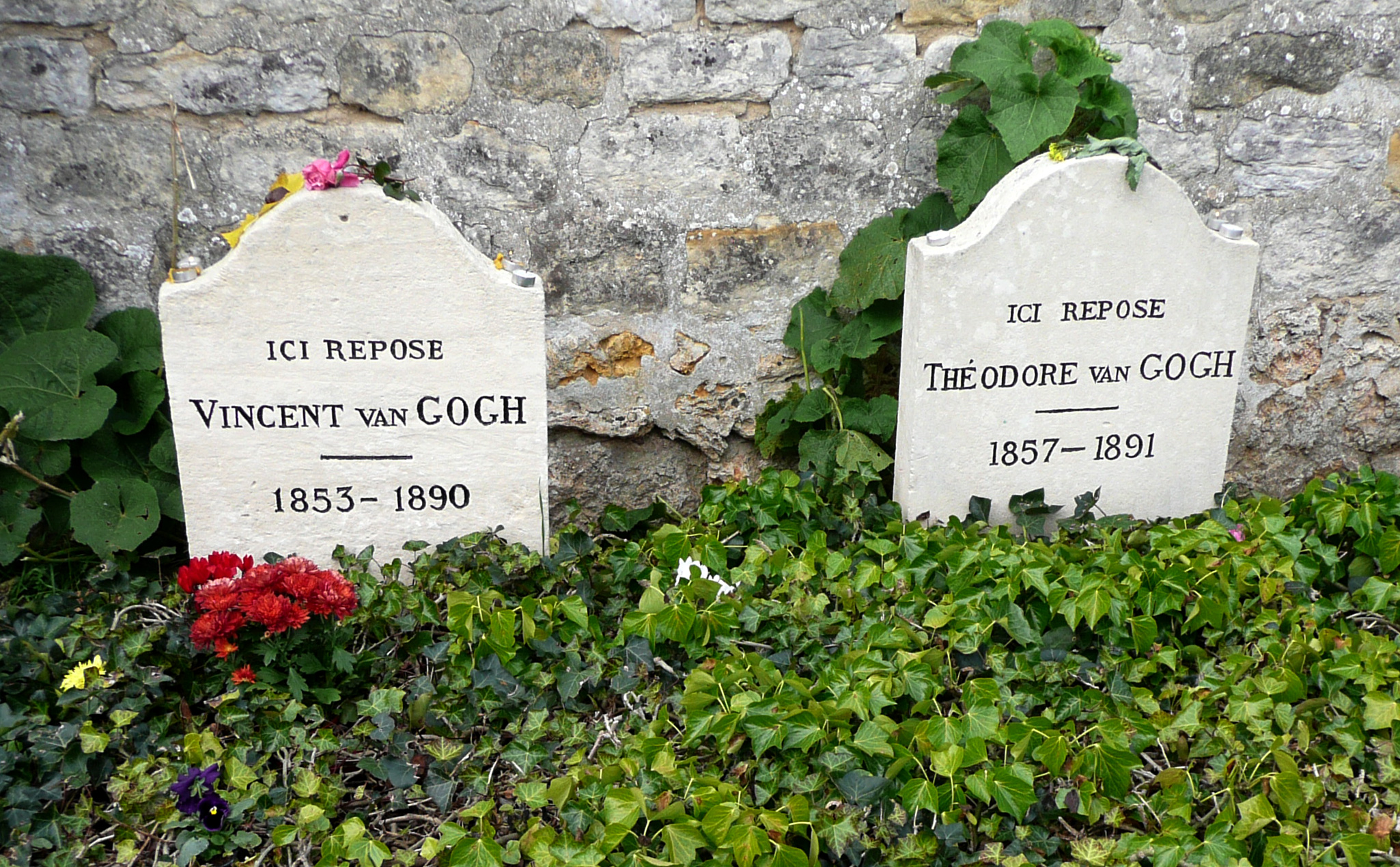
Wspólny grób braci Vincenta i Theo van Goghów w Auvers-sur-Oise

### 1914
- Ciało Theo zostało ekshumowane i pochowane w grobie obok Vincenta w Auvers-sur-Oise[9]
- 3 lutego – Johanna van Gogh-Bonger opublikowała listy Vincenta van Gogha do brata (Vincent van Gogh. Brieven aan zijn broeder). Przedtem je zebrała i uporządkowała[30]
- 3 marca – listy Vincenta van Gogha do brata zostały przetłumaczone na język niemiecki[30]

### 1928
W Paryżu i Brukseli wydano pierwszy catalogue raisonné poświęcony dziełom Vincenta van Gogha (Jacob Baart de la Faille, L'Oeuvre de Vincent van Gogh. Catalogue Raisonné. 4 vols)

### 1960
Została utworzona Fundacja im. Vincenta van Gogha (hol. De Vincent van Gogh Stichting) z radą nadzorczą złożoną z Vincenta Willema van Gogha, jego drugiej żony i trójki jego dzieci oraz przedstawiciela rządu holenderskiego. Celem fundacji było zabezpieczenie dzieł Vincenta van Gogha i umieszczenie ich w specjalnie to tego przeznaczonym muzeum

### 1961
W Auvers-sur-Oise ustawiono pomnik dłuta Ossipa Zadkine'a poświęcony Vincentowi van Goghowi

### 1962
Fundacja im. Vincenta van Gogha zakupiła kolekcję dzieł sztuki artysty od Vincenta Willema van Gogha z aprobatą ze strony rodziny van Goghów. 21 lipca została podpisana stosowna umowa pomiędzy państwem holenderskim a Fundacją im. Vincenta van Gogha

### 1964
W Zundert ustawiono pomnik dłuta Ossipa Zadkine'a poświęcony Vincentowi i Theo

### 1973

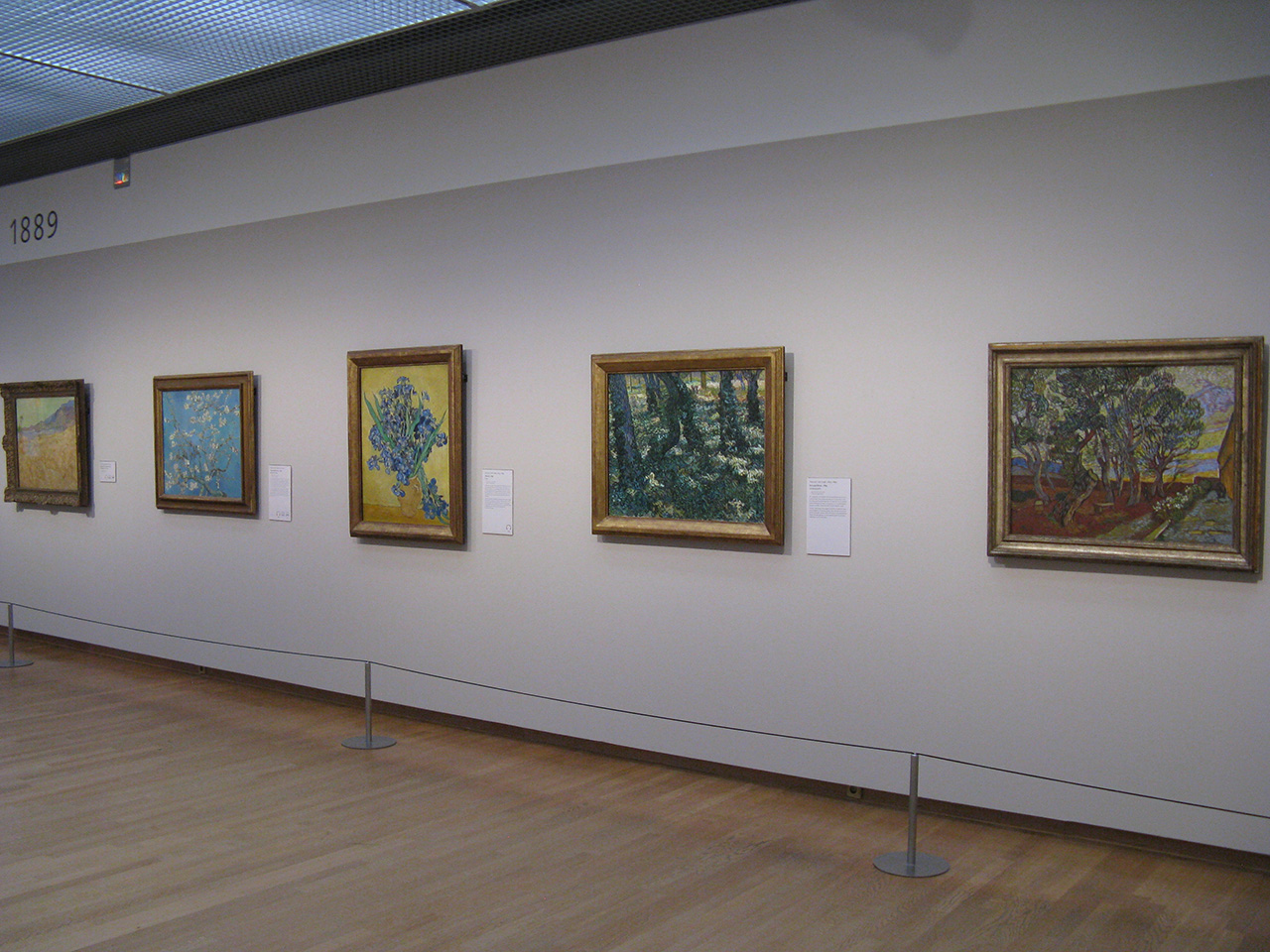
Obrazy Vincenta van Gogha w muzeum jego imienia

2 czerwca otwarto Muzeum Vincenta van Gogha w Amsterdamie. W Muzeum znalazły się dzieła artysty oraz archiwum zawierające jego listy i dokumenty

### 1990
- 30 marca–29 lipca – w setną rocznicę śmierci Vincenta van Gogha muzeum jego imienia zorganizowało retrospektywną wystawę obejmującą ponad 120 obrazów artysty[9]
- 15 maja – obraz olejny Portret doktora Gacheta został sprzedany na aukcji w salonie Christie's za kwotę 82,5 miliona dolarów, co było do tamtej chwili największą kiedykolwiek zapłaconą sumą za obraz artysty[9]
- 14 listopada – rysunek Vincenta Ogród z Kwiatami został sprzedany na aukcji w Christie's za 8,38 mln dolarów, co było najwyższą do tamtej chwili kwotą zapłaconą za rysunek[9]

### 2009
- 9 października 2009–3 stycznia 2010 – w Muzeum Vincenta van Gogha  miała miejsce wystawa poświęcona korespondencji artysty[33]
- niemal jednocześnie ukazała się pierwsza w historii kompletna edycja listów van Gogha obejmująca sześć tomów, ponad milion słów i ponad 4 tysiące ilustracji. Publikacja była efektem 15-letniej pracy badaczy z muzeum w Amsterdamie[34]